# Мохченське сільське поселення
Мо́хченське сільське поселення (рос. Мохчинское сельское поселение) — муніципальне утворення у складі Іжемського району Республіки Комі, Росія. Адміністративний центр — село Мохча.

## Історія
2 березня 1959 року до складу Мохченської сільської ради приєднано територію ліквідованої Гамської сільської ради.
18 січня 1961 року до складу Мохченської сільської ради передано населені пункти Мош'юга та Щель ліквідованої Мош'юзької сільської ради.

## Населення
Населення — 1832 особи (2017, 1985 у 2010, 2317 у 2002, 2552 у 1989).

## Склад
До складу поселення входять такі населені пункти:
| Населений пункт   | Населення, осіб (1989) | Населення, осіб (2002) | Населення, осіб (2010) |
| ----------------- | ---------------------- | ---------------------- | ---------------------- |
| Гам, присілок     | 729                    | 388                    | 514                    |
| Косйоль, присілок | -                      | 238                    | 27                     |
| Мохча, село       | 1327                   | 1204                   | 1046                   |
| Мош'юга, присілок | 435                    | 421                    | 342                    |
| Щель, присілок    | 61                     | 66                     | 56                     |